# Cem Mansur
Cem Mansur (n. 1957, Istanbul), director d'orquestra turca.
És un artista de renom internacional que va ser director de l'Òpera Estatal d'Istanbul entre 1981 i 1989, director principal de l'Orquestra de la Ciutat d'Oxford entre 1989 i 1997 i director permanent de l'Orquestra de Cambra Akbank entre 1998 i 2011. Mansur, que és el fundador i director de l'Orquestra Simfònica Juvenil Nacional (nom actual: Orquestra Filharmònica Juvenil Turca) establerta a Istanbul el 2007, va exercir com a director general de la "Sala de Concerts Cemal Reşit Rey" de la mateixa ciutat entre 2019 i 2021.

## Biografia
Cem Mansur és un dels tres fills d'Ali Mansur, net del governador de Jaffa de l'Imperi Otomà, Ali Mansur Pasha, i Jacqueline, una jueva d'origen Ashkenazi.
Va anar a Anglaterra per estudiar enginyeria elèctrica; Mentre estava a la universitat, va decidir estudiar música. Després d'estudiar solfeig i piano a la Royal Academy of Music d'Anglaterra durant un any, va ingressar a la Facultat de Música de la City University de Londres el 1979. El mateix any, va tenir l'oportunitat de dirigir l'orquestra universitària, i després d'aquesta experiència, va continuar la seva formació per convertir-se en director d'orquestra. Va completar la seva formació universitària l'any 1980 i es va especialitzar en direcció d'òpera i música contemporània, especialment en guanyar el concurs celebrat al departament superior de direcció de la "Guildhall School of Music and Drama (1981). Durant la seva educació, va anar a Sant Petersburg a Londres el 1979. Va fundar i dirigir la "James Chamber Orchestra". Cem Mansur, que va guanyar el premi de direcció Ricordi 1981-1982, va dirigir obres escèniques com a director convidat al Sadler's Wells Theatre durant un temps; Va obtenir èxit a l'òpera Les noces de Fígaro.
Va continuar els seus estudis de direcció als EUA des de 1982. Es va convertir en alumne del famós director i compositor Leonard Bernstein al "Los Angeles Philharmonic Institute". El 1982 va rebre el premi de direcció Ricordi de la Guildhall School of Music and Drama.
Va ser director de l'Òpera Estatal d'Istanbul entre 1981 i 1989. Va fundar i va dirigir l'Orquestra Filharmònica de Cambra d'Istanbul entre 1983 i 1985. Es va establir a Turquia el 1984; es va casar amb la ballarina Lale Yurdatapan (Lale Mansur). Va començar la seva carrera internacional com a director l'any 1985 dirigint l'English Chamber Orchestra. El 1986, va representar la primera representació de l'òpera inacabada d'Edward Elgar La dama espanyola a Londres. Després d'aquesta data, va continuar la seva tasca com a director convidat amb orquestres i companyies d'òpera als Països Baixos, França, Itàlia, República Txeca, Romania, Hongria, Alemanya, Suècia, Espanya, Mèxic, Israel, Sud-àfrica, Rússia, Finlàndia i Croàcia. Algunes de les organitzacions amb les quals treballa sovint són: Teatre Mariïnski, Royal Philharmonic Orchestra, London Mozart Players, Orquestra Simfònica de Londres, BBC Concert Orchestra, George Enescu Philharmonic Orchestra, Concerto Grosso Frankfurt, Praga National Theatre, Mexico City Philharmonic Orchestra i Òpera del Festival Holland Park de Londres.
Va ser director titular de l'Oxford City Orchestra entre 1989 i 1997. El 1998, es va convertir en el director permanent de l'Orquestra de Cambra Akbank. Va continuar amb aquesta tasca fins al tancament de l'orquestra el 2011, i va dissenyar obres com "Bach, Jazz and Tulip Age", "Alla Turca", "1789/Akl-ı Selim's Music", "At-Tales", "Judas Tree" i "Time in Istanbul". Va romandre a l'agenda pública a Turquia amb els seus esdeveniments.
L'any 2000, va interpretar l'òpera Whittington d'Offenbach, que feia 126 anys que no es representava, al Festival de la Ciutat de Londres el 2009, va fer l'estrena europea de la 4a simfonia d'Arvo Part amb l'Orquestra Filharmònica de Hèlsinki; El 2010, va interpretar l'òpera "Whittington" del mateix compositor a Lublin. Va dirigir l'estrena mundial de la seva obra "Veni Creator".
Va exercir com a director general d'art de la sala de concerts Cemal Reşit Rey entre octubre de 2019 i novembre de 2021. És el director de l'Orquestra Simfònica Cemal Reşit Rey, formada per artistes que treballen en diferents llocs.
Cem Mansur és el director fundador de l'Orquestra Filharmònica Juvenil de Turquia, que va ser fundada l'any 2007 amb el nom de l'Orquestra Simfònica Juvenil Nacional, formada per músics d'entre 16 i 22 anys i el president honorari de la Coral d'Ipswich. Society, el segon cor més antic d'Anglaterra.